# Henri Diricx
Hendrik Paul „Henri“ oder „Rie“ Diricx (* 7. Juli 1927 in Duffel, Provinz Antwerpen, Belgien; † 26. Juni 2018 ebenda) war ein belgischer Fußballspieler.

## Karriere

### Vereine
Diricx kam 1943 im Alter von 16 Jahren zu Royale Union Saint-Gilloise, wo bereits seine älteren Brüder Jef und Alfons spielten. 1946 debütierte er als Verteidiger in der ersten Mannschaft. Insgesamt bestritt Diricx für Union in der Ersten Division 314 Spiele, in denen er 24 Tore erzielte, ausgenommen die Spielzeiten 1949/50 und 1950/51, als Saint-Gilloise in der Zweiten Division spielte.
1961 verließ Diricx nach fast 18 Jahren Union Saint-Gilloise und ging zum Racing Club Jette, der damals in der Provinzserie spielte. Im Jahr 1962 schaffte er mit seinem Team den Aufstieg in die vierte und 1965 den Aufstieg in die dritte Klasse.
Diricx setzte seine Karriere in der Provinzserie bei VO Wemmel (1966/67) und beim Ixelles Sporting Club (1967 bis 1969) fort, wo er auch Spielertrainer war. Im Alter von 41 Jahren beendete Diricx seine Spielerkarriere.

### Nationalmannschaft
Zwischen 1952 und 1960 bestritt Henri Diricx 29 Länderspiele für die „Roten Teufel“, in denen er ein Tor erzielte. Er stand im Aufgebot der belgischen Mannschaft bei der Weltmeisterschaft 1954 in der Schweiz, wurde während des Turniers jedoch nicht eingesetzt.